# Витежево
Витежево је насеље у Србији у општини Жабари у Браничевском округу. Према неким подацима спомиње се још у 15. веку у Браничевском субашуку 1467. године. По легенди, на овом простору је Деспот Стефан Лазаревић имао своје коњушнице и спремао војнике (витезове) за бој против Турака, па је део села сада познат као Коњушица, а село се првобитно звало Витезово да би кроз векове добило данашњи назив Витежево.
Пре Другог светског рата основна школа, koja је основана 1895.г., је носила име Стефан Високи. Према попису из 1863. године село је имало 142 куће и 797 становника. Према попису из 2022. било је 645 становника.
Овде се налазе Кућа Димитрија Пауновића у Витежеву и Зграда Основне школе и стара кућа у школском дворишту у Витежеву.

## Демографија
У насељу Витежево живи 687 пунолетних становника, а просечна старост становништва износи 44,1 година (41,4 код мушкараца и 46,7 код жена). У насељу има 268 домаћинстава, а просечан број чланова по домаћинству је 3,22.
Ово насеље је углавном насељено Србима (према попису из 2002. године).
|  |

| Демографија | Демографија | Демографија |
| Година      | Становника  | Становника  |
| ----------- | ----------- | ----------- |
| 1948.       | 1.700       |             |
| 1953.       | 1.731       |             |
| 1961.       | 1.709       |             |
| 1971.       | 1.644       |             |
| 1981.       | 1.569       |             |
| 1991.       | 1.402       | 1.031       |
| 2002.       | 863         | 1.322       |
| 2011.       | 721         |             |

| Етнички састав према попису из 2002.‍ | Етнички састав према попису из 2002.‍ | Етнички састав према попису из 2002.‍ | Етнички састав према попису из 2002.‍ | Етнички састав према попису из 2002.‍ |
| ------------------------------------ | ------------------------------------ | ------------------------------------ | ------------------------------------ | ------------------------------------ |
|                                      |                                      |                                      |                                      |                                      |
| Срби                                 | Срби                                 |                                      | 668                                  | 77,40%                               |
| Власи                                | Власи                                |                                      | 101                                  | 11,70%                               |
| Румуни                               | Румуни                               |                                      | 14                                   | 1,62%                                |
| Роми                                 | Роми                                 |                                      | 4                                    | 0,46%                                |
| непознато                            | непознато                            |                                      | 26                                   | 3,01%                                |

| Година пописа     | 1948. | 1953. | 1961. | 1971. | 1981. | 1991. | 2002. |
| ----------------- | ----- | ----- | ----- | ----- | ----- | ----- | ----- |
| Број домаћинстава | 375   | 386   | 410   | 401   | 378   | 337   | 268   |

| Број чланова      | 1  | 2  | 3  | 4  | 5  | 6  | 7  | 8 | 9 | 10 и више | Просек |
| ----------------- | -- | -- | -- | -- | -- | -- | -- | - | - | --------- | ------ |
| Број домаћинстава | 64 | 63 | 34 | 38 | 24 | 25 | 12 | 7 | 1 | 0         | 3,22   |

| Пол    | Укупно | Неожењен/Неудата | Ожењен/Удата | Удовац/Удовица | Разведен/Разведена | Непознато |
| ------ | ------ | ---------------- | ------------ | -------------- | ------------------ | --------- |
| Мушки  | 342    | 55               | 227          | 38             | 21                 | 1         |
| Женски | 369    | 19               | 237          | 94             | 19                 | 0         |
| УКУПНО | 711    | 74               | 464          | 132            | 40                 | 1         |

| Пол    | Укупно                    | Пољопривреда, лов и шумарство | Рибарство                            | Вађење руде и камена | Прерађивачка индустрија       |
| ------ | ------------------------- | ----------------------------- | ------------------------------------ | -------------------- | ----------------------------- |
| Мушки  | 229                       | 216                           | 0                                    | 0                    | 0                             |
| Женски | 168                       | 157                           | 0                                    | 0                    | 1                             |
| УКУПНО | 397                       | 373                           | 0                                    | 0                    | 1                             |
| Пол    | Производња и снабдевање   | Грађевинарство                | Трговина                             | Хотели и ресторани   | Саобраћај, складиштење и везе |
| Мушки  | 0                         | 3                             | 7                                    | 1                    | 0                             |
| Женски | 0                         | 0                             | 5                                    | 0                    | 0                             |
| УКУПНО | 0                         | 3                             | 12                                   | 1                    | 0                             |
| Пол    | Финансијско посредовање   | Некретнине                    | Државна управа и одбрана             | Образовање           | Здравствени и социјални рад   |
| Мушки  | 0                         | 0                             | 1                                    | 0                    | 0                             |
| Женски | 0                         | 0                             | 1                                    | 1                    | 2                             |
| УКУПНО | 0                         | 0                             | 2                                    | 1                    | 2                             |
| Пол    | Остале услужне активности | Приватна домаћинства          | Екстериторијалне организације и тела | Непознато            | Непознато                     |
| Мушки  | 0                         | 0                             | 0                                    | 1                    | 1                             |
| Женски | 0                         | 0                             | 0                                    | 1                    | 1                             |
| УКУПНО | 0                         | 0                             | 0                                    | 2                    | 2                             |